# YMTC
YMTC(Yangtze Memory Technologies Corp, 양쯔메모리테크놀로지스, 长江存储科技有限责任公司)는 플래시 메모리(NAND) 칩을 전문으로 하는 중국의 반도체 통합 장비 제조 회사이다. 2016년 중국 우한시에서 정부 투자와 해외 칩 제조업체에 대한 의존도를 줄이기 위한 목표로 설립된 이 회사는 이전에는 부분적으로 국유기업인 칭화 유니그룹의 자회사였다.
YMTC는 자체 브랜드로 기업용 솔리드 스테이트 드라이브를 생산한다. 소비자 제품은 ZhiTai(중국어: 致态)라는 브랜드로 판매된다.